# Mitrovi Krsti
Mitrovi Krsti (makedonsky: Митрој Крсти, albánsky: Mitrekërsti) je vesnice v Severní Makedonii. Nachází se v opštině Gostivar v Položském regionu. 

## Demografie
Vesnice bývala osídlena makedonským obyvatelstvem s pravoslavným vyznáním. Svědčí o tom veškeré historické záznamy jak z období nadvlády Bulharska, tak i Srbska. 
Podle záznamů Vasila Kančova z roku 1900 žilo ve vesnici 90 obyvatel hlásících se k makedonské či bulharské národnosti. 
Podle sčítání lidu z roku 2021 žije ve vesnici 9 obyvatel, etnické skupiny jsou: 
- Makedonci – 8
- Srbové – 1

| Rok            | 1900 | 1905 | 1929 | 1948 | 1953 | 1961 | 1971 | 1981 | 1991 | 1994 | 2002 | 2021 |
| -------------- | ---- | ---- | ---- | ---- | ---- | ---- | ---- | ---- | ---- | ---- | ---- | ---- |
| Počet obyvatel | 90   | 80   | 118  | 119  | 142  | 87   | 40   | 11   | 1    | –    | –    | 9    |